# 米凯兰杰洛·克里斯皮
米凯兰杰洛·克里斯皮（義大利語：Michelangelo Crispi，1972年2月5日—），意大利男子赛艇运动员。他曾代表意大利参加世界赛艇锦标赛，获得三枚金牌和三枚银牌。他也曾参加1996年夏季奥运会。